# Dominique Van Roy
Dominique Van Roy (Brussel, 28 mei 1956) is een Belgisch voormalig volksvertegenwoordiger.

## Levensloop
Van Roy werd beroepshalve ambtenaar en landmeter.
Voor de PRL, de huidige MR, werd hij in 1988 verkozen tot gemeenteraadslid van Éghezée. Van 1989 tot 2003 was hij schepen van de gemeente en van 2004 tot 2018 was hij er burgemeester. Sinds 2018 is hij opnieuw schepen van de gemeente. Tevens was Van Roy van 2006 tot 2007 provincieraadslid voor de provincie Namen.
Bovendien was hij van januari tot mei 2007 enkele maanden lid van de Kamer van volksvertegenwoordigers ter opvolging van Anne Barzin.